# L'Épopée du buveur d'eau
L'Épopée du buveur d'eau (titre original : The Water Method Man) est un roman de l'écrivain américain John Irving publié en 1972.
Le héros, Freg « Bogus » Trumper, passe d'une vie chaotique et incertaine au confort de la vie familiale et professionnelle épanouie.

## Personnages
- Fred Trumper : « Bogus » ou « Biggle »
- Biggie : première compagne de Trumper
- Colm : fils de Trumper et de Biggie
- Tulpen : compagne de Trumper
- Cuthbert Bennett, dit Couth : meilleur ami de Trumper, puis compagnon de Biggie
- Ralph Packer : ami de Trumper, producteur de cinéma et ancien amant de Tulpen
- Docteur Jean-Claude Vigneron : urologue de Trumper
- Merril Overturf : ami de Trumper et son moniteur de ski ; diabétique
- Docteur Wolfram Holster : directeur de thèse de Trumper
- Akthelt : guerrier scandinave du XIIe siècle
- Gunnel : épouse d'Akthelt
- Vieux Thak : père d'Akthelt
- Axelruf : fils d'Akthelt et de Gunnel
- Sprog : serviteur zélé d'Akthelt
- Hrothrund : ennemi d'Akhtelt.

## Résumé
Fred Trumper, surnommé « Bogus » (« bidon », « menteur ») ou « Boggle » (« celui qui patauge ») tente à la fois de terminer une thèse de philosophie et de littérature comparée et de remédier à l'étroitesse de son canal urinaire, qui le fait souffrir durant les rapports sexuels.
Il lui semble, comme au lecteur, que l'échec domine son existence.
Egocentrique, déshérité, fauché, égaré, instable, amoureux d'abord de Biggie, puis de Tulpen, son premier objectif consiste à venir à bout de la traduction d'une sorte d'épopée écrite en nordique primitif inférieur (une langue scandinave fictive) intitulée Akthelt et Gunnel. La traduction de ce texte décousu, qui présente un air de poésie scaldique, est son seul cap. Il participe également à des films en tant qu'ingénieur du son, réalisés par Ralph Packer, son ami Ralph, de l'Université et vend parfois des gadgets durant les matches de foot.
Pour prétendre faire l'amour à ses compagnes ou à ses conquêtes, il lui faut boire des litres d'eau, car sa vessie doit alors être remplie. Il pourrait subir l'opération chirurgicale promise par son urologue français, Vigneron, à laquelle il ne se décide pas. 
Biggie est une skieuse de haut niveau de l'équipe américaine, de très grande taille, avec de beaux seins, d'origine allemande, langue que maîtrise Fred Trumper ; accompagné de son moniteur de ski, Merrill Overturf, diabétique porté sur la boisson, il la rencontre en Autriche, où elle participe à une compétition. Ils auront très vite un fils, Colm, puis, trompée, Biggie ira vivre en couple avec le vieil et meilleur ami de Trumper, Cuthbert Benett, surnommé Couth. Père angoissé, Trumper se trouve privé de son fils Colm.
Tulpen (« Tulipe ») possède elle aussi des seins qualifiés de remarquables par Trumper ; ils vivent ensemble à New York et celle-ci souhaite vivement un enfant. Son stérilet s'avérant défaillant, elle parvient à ses fins et met au monde Merrill, leur fils, en l'absence de Trumper. L'enfant est prénommé en souvenir de Merrill Overturf trop tôt disparu lors d'une noyade dans le Danube.
Surmontant les difficultés, Trumper décroche le doctorat de l'Université de l'Iowa, conduisant à un poste de professeur d'université, connaît le succès dans le film de Ralph, intitulé Le Baiseur et se fait finalement opérer.